# 鄧鎮
鄧鎮（14世纪？—1390年），虹縣龍宿里（今安徽泗縣大路口級）人，明朝軍事將領鄧愈之子。
洪武十三年（1380年）三月丙申，襲衛國公，改封申國公，后因連坐李善長親黨而死。